# Alexandru Buligan
Alexandru Buligan (Drobeta-Turnu Severin, 22 de abril de 1960) é um ex-handebolista profissional, medalhista olímpico.

## Títulos
- Jogos Olímpicos:
  - Bronze: 1984